# Championnat d'Islande de football 1993
Navigation
Saison précédente Saison suivante
La saison 1993 du Championnat d'Islande de football était la 82e édition de la première division islandaise. Les 10 clubs jouent les uns contre les autres lors de rencontres disputées en matchs aller et retour.
L'ÍA Akranes, tenant du titre, a tenté de le conserver face aux 9 meilleurs clubs du pays.
C'est de nouveau l'ÍA Akranes qui termine en tête du championnat et remporte le 14e titre de champion d'Islande de son histoire, le club réussit même le doublé Coupe-Championnat en remportant la Coupe d'Islande. Le dernier club à avoir réalisé le doublé était déjà l'IA Akranes en 1984. Avec un parcours quasi parfait - 16 victoires, 1 nul, 1 défaite (et là encore le match nul et le match perdu étaient tous les deux contre l'un et le même club, le Fram Reykjavik) -, Akranes écrase la concurrence en terminant avec 9 points d'avance sur le 2e, le FH Hafnarfjörður, grâce à une attaque prolifique (62 buts en 18 matchs, presque 3.5 buts par match). Jamais une équipe n'avait réussi à marquer plus de 50 buts lors d'une seule saison. Le précédent record pour la meilleure attaque en championnat date de 1978 avec 47 buts inscrits, record déjà détenu par l'IA.
Le 3e, le promu ÍBK Keflavík, termine à... 22 points du champion ! Keflavik profite de sa place de finaliste de la Coupe d'Islande et du doublé Coupe-championnat de l'IA pour obtenir son billet pour la Coupe des Coupes.
En bas de classement, le Fylkir Reykjavik, l'un des deux promus redescend dès la fin de la saison en 2. Deild, tout comme le Vikingur Reykjavik, champion il y a seulement deux ans, qui paye cher une saison catastrophique en défense (59 buts encaissés en 18 matchs). C'est là aussi un record, puisque c'est la première fois qu'une équipe termine la saison plus de 50 buts encaissés sur la saison; c'est le þor Akureyri qui possédait auparavant ce triste record avec 48 buts encaissés en 1977.

## Les 10 clubs participants
| \| Reykjavik : · Valur - KR - Fram - Vikingur - Fylkir þor Akureyri ÍBK Keflavík FH Hafnarfjörður ÍA Akranes ÍBV Vestmannaeyjar \| Clubs participants |
| Reykjavik : · Valur - KR - Fram - Vikingur - Fylkir þor Akureyri ÍBK Keflavík FH Hafnarfjörður ÍA Akranes ÍBV Vestmannaeyjar                          |

| Club               | Classement 1992 | Stade            | Ville          |
| ------------------ | --------------- | ---------------- | -------------- |
| ÍBK Keflavík       | 2. Deild        | Keflavíkurvöllur | Keflavík       |
| Fram Reykjavik     | 5               | Laugardalsvöllur | Reykjavik      |
| FH Hafnarfjörður   | 6               | Kaplakrikavöllur | Hafnarfjörður  |
| ÍA Akranes         | 1               | Akranesvöllur    | Akranes        |
| ÍBV Vestmannaeyjar | 8               | Hásteinsvöllur   | Vestmannaeyjar |
| Fylkir Reykjavik   | 2. Deild        | Fylkisvöllur     | Reykjavik      |
| KR Reykjavik       | 2               | KR-völlur        | Reykjavik      |
| þor Akureyri       | 3               | Akureyrarvöllur  | Akureyri       |
| Valur Reykjavik    | 4               | Hlíðarendi       | Reykjavik      |
| Vikingur Reykjavik | 7               | Valbjarnarvöllur | Reykjavik      |

## Compétition

### Classement
Le barème de points servant à établir le classement se décompose ainsi :
- Victoire : 3 points
- Match nul : 1 point
- Défaite : 0 point

| Rang | Équipe             | Pts | J  | G  | N | P  | Bp | Bc | Diff |
| ---- | ------------------ | --- | -- | -- | - | -- | -- | -- | ---- |
| 1    | ÍA Akranes T C     | 49  | 18 | 16 | 1 | 1  | 62 | 16 | +46  |
| 2    | FH Hafnarfjörður   | 40  | 18 | 12 | 4 | 2  | 39 | 21 | +18  |
| 3    | ÍBK Keflavík P     | 27  | 18 | 8  | 3 | 7  | 31 | 31 | 0    |
| 4    | Fram Reykjavik     | 25  | 18 | 8  | 1 | 9  | 38 | 37 | +1   |
| 5    | KR Reykjavik       | 24  | 18 | 7  | 3 | 8  | 37 | 34 | +3   |
| 6    | Valur Reykjavik    | 22  | 18 | 6  | 4 | 8  | 25 | 24 | +1   |
| 7    | Þor Akureyri       | 20  | 18 | 5  | 5 | 8  | 20 | 30 | -10  |
| 8    | ÍBV Vestmannaeyjar | 19  | 18 | 5  | 4 | 9  | 31 | 41 | -10  |
| 9    | Fylkir Reykjavik P | 19  | 18 | 6  | 1 | 11 | 22 | 35 | -13  |
| 10   | Vikingur Reykjavik | 11  | 18 | 3  | 2 | 13 | 23 | 59 | -36  |

|  | Qualifié pour la Coupe des Coupes 1994-1995 |
|  | Qualifié pour la Coupe UEFA 1994-1995       |
|  | Relégation en 2. Deild                      |

### Matchs
| Résultats (▼dom., ►ext.)                                   | Fylk | Val | KR  | ÍA  | ÍBV | Fram | þor | Kefl | FH  | Vik  |
| Fylkir Reykjavik                                           |      | 2-1 | 2-1 | 1-3 | 1-2 | 3-0  | 1-0 | 2-2  | 0-2 | 1-2  |
| Valur Reykjavik                                            | 4-2  |     | 1-1 | 0-2 | 0-1 | 4-1  | 2-1 | 0-2  | 1-2 | 3-1  |
| KR Reykjavik                                               | 1-3  | 2-0 |     | 1-4 | 2-2 | 1-4  | 2-0 | 2-2  | 1-2 | 7-2  |
| ÍA Akranes                                                 | 4-1  | 1-0 | 1-0 |     | 3-1 | 3-3  | 6-0 | 2-0  | 5-0 | 10-1 |
| ÍBV Vestmannaeyjar                                         | 1-0  | 0-2 | 2-4 | 2-5 |     | 1-2  | 1-1 | 1-2  | 2-2 | 3-2  |
| Fram Reykjavik                                             | 5-0  | 3-2 | 2-4 | 4-2 | 5-1 |      | 1-2 | 2-1  | 0-4 | 4-1  |
| Þor Akureyri                                               | 1-0  | 1-1 | 1-2 | 0-1 | 1-1 | 1-0  |     | 1-1  | 0-0 | 5-1  |
| ÍBK Keflavík                                               | 2-1  | 1-3 | 1-4 | 1-2 | 4-0 | 2-1  | 5-2 |      | 0-1 | 3-2  |
| FH Hafnarfjörður                                           | 4-0  | 1-1 | 2-0 | 0-5 | 3-1 | 3-1  | 4-1 | 5-1  |     | 4-2  |
| Vikingur Reykjavik                                         | 0-2  | 0-0 | 3-2 | 1-3 | 2-9 | 2-0  | 1-2 | 0-1  | 0-0 |      |
| - Victoire à domicile - Match nul - Victoire à l'extérieur |      |     |     |     |     |      |     |      |     |      |

## Bilan de la saison
| Tableau d'Honneur                 |                 |
| Compétition                       | Vainqueur       |
| Championnat d'Islande de football | ÍA Akranes      |
| Coupe d'Islande de football       | ÍA Akranes      |
| Supercoupe d'Islande de football  | Valur Reykjavik |

| Qualifications européennes    |                             |
| Ligue des champions 1994-1995 | Qualifié                    |
| 1er tour                      | Aucun                       |
| Coupe des Coupes 1994-1995    | Qualifié                    |
| 1er tour                      | ÍBK Keflavík                |
| Coupe UEFA 1994-1995          | Qualifié                    |
| 1er tour                      | ÍA Akranes FH Hafnarfjörður |

| Promotion et relégation |                                         |
| Relégués en 2. Deild    | Fylkir Reykjavik Vikingur Reykjavik     |
| Promus en 1. Deild      | Breiðablik Kopavogur Stjarnan Gardabaer |

## Meilleurs buteurs
| # | Buteurs             | Clubs              | Nb de Buts |
| - | ------------------- | ------------------ | ---------- |
| 1 | þordur Guðjonsson   | ÍA Akranes         | 19         |
| 2 | Oli þor Magnusson   | ÍBK Keflavík       | 15         |
| 3 | Haralður Ingolfsson | ÍA Akranes         | 14         |
| 3 | Helgi Sigurðsson    | Vikingur Reykjavik | 14         |